# Affondamento della Cheonan

L'isola di Paengnyong (Baengnyeong-do in coreano) segnata in rosso, e la zona metropolitana di Incheon in giallo

L'affondamento della Cheonan, una corvetta della classe Pohang appartenente alla Marina militare della Corea del Sud, fu un fatto bellico occorso il 26 marzo 2010 in prossimità dell'isola di Paengnyong, nel Mar Giallo, nel quale, a seguito di una violenta esplosione, 46 persone (sulle 104 presenti a bordo) persero la vita.
Negli anni sono stati numerosi i fatti d'armi che si sono verificati nella zona di confine tra le due Coree e che hanno visto scontri a fuoco tra unità armate dei due Paesi. Secondo le valutazioni di una commissione d'inchiesta sud-coreana, avendone ritrovato in zona diversi frammenti con scritte di fabbricazione nord-coreana, l'esplosione è da attribuirsi ad un siluro pesante, che esplodendo ha lasciato tracce di esplosivo prodotto in Corea del Nord ritrovate successivamente anche sul relitto della nave recuperato dal fondale.

## Lo scenario

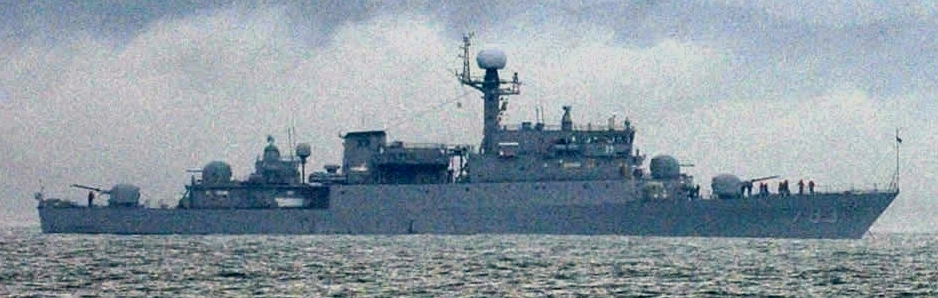
Una unità gemella della classe Pohang, la Sinsung

L'isola di Paengnyong è situata nella zona di confine tra le due Coree, ad oltre 160 km dalle coste sudcoreane ed ad una quindicina di km dalla terraferma sotto sovranità della Corea del Nord. Sebbene l'isola sia stata assegnata dalle clausole armistiziali alla Corea del Sud, nulla fu stabilito a riguardo del tratto di mare circostante che rappresenta, peraltro, una ricca zona di pesca battuta da battelli delle due Coree e della Repubblica Popolare Cinese. Per questo motivo negli anni si sono verificati diversi scontri tra unità di pattuglia delle due Coree.

## L'evento

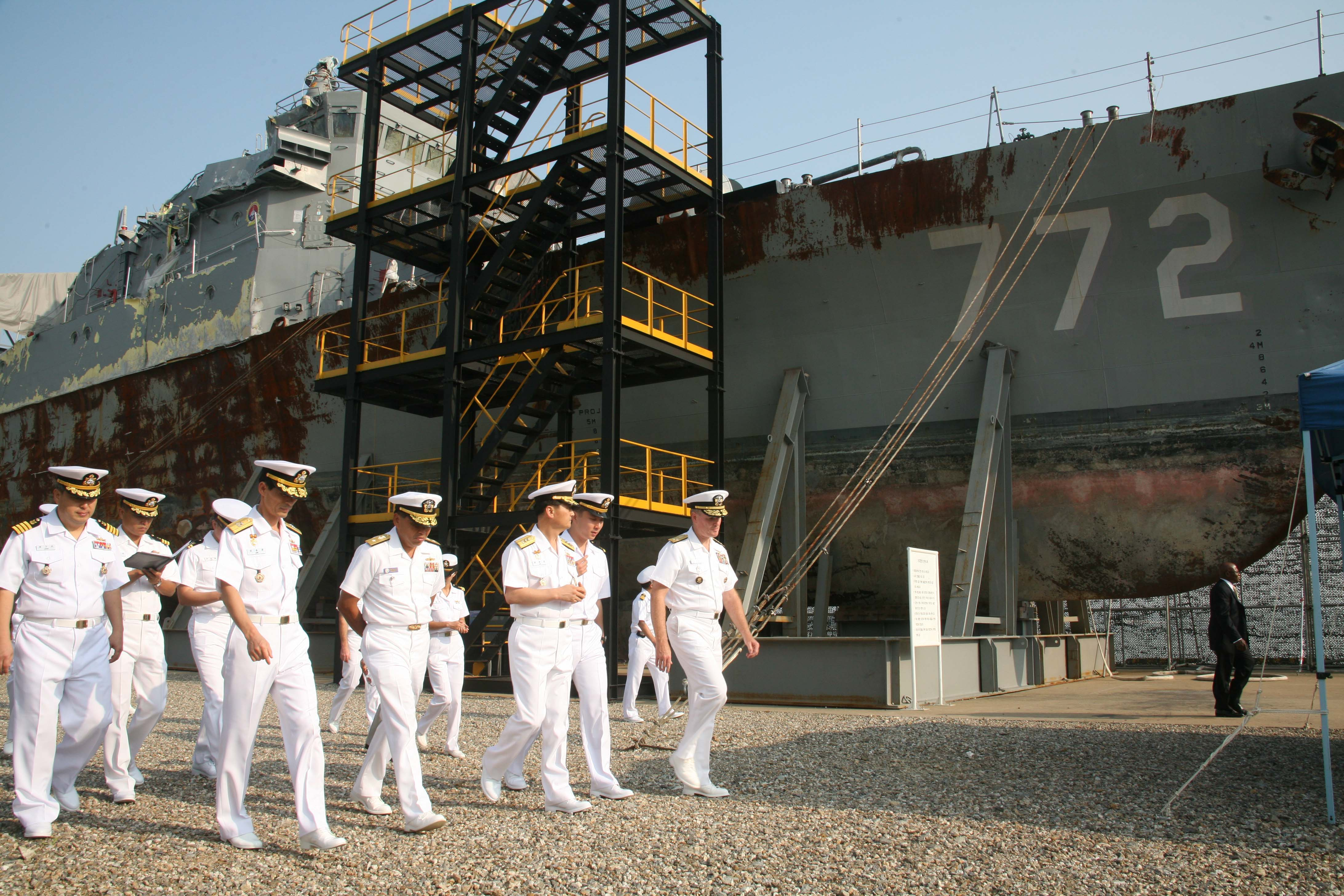
Ammiragli statunitensi e sudcoreani ispezionano il relitto della Cheonan a Pyeongtaek il 13 settembre 2010

Il 26 marzo 2010, alle ore 21:25 (ora locale), si registrò una violenta esplosione nelle immediate vicinanze della corvetta Cheonan che, assieme ad una unità gemella (la Sokcho) stava operando nell'area. La nave, spezzatasi in due tronconi, affondò in soli cinque minuti; soltanto 58, dei 104 membri dell'equipaggio, riuscirono ad essere tratti in salvo. Il comandante della nave, prima che la stessa affondasse, contattatò il quartier generale della flotta sudcoreana riferendo "di essere stati attaccati dal nemico".

## Il recupero

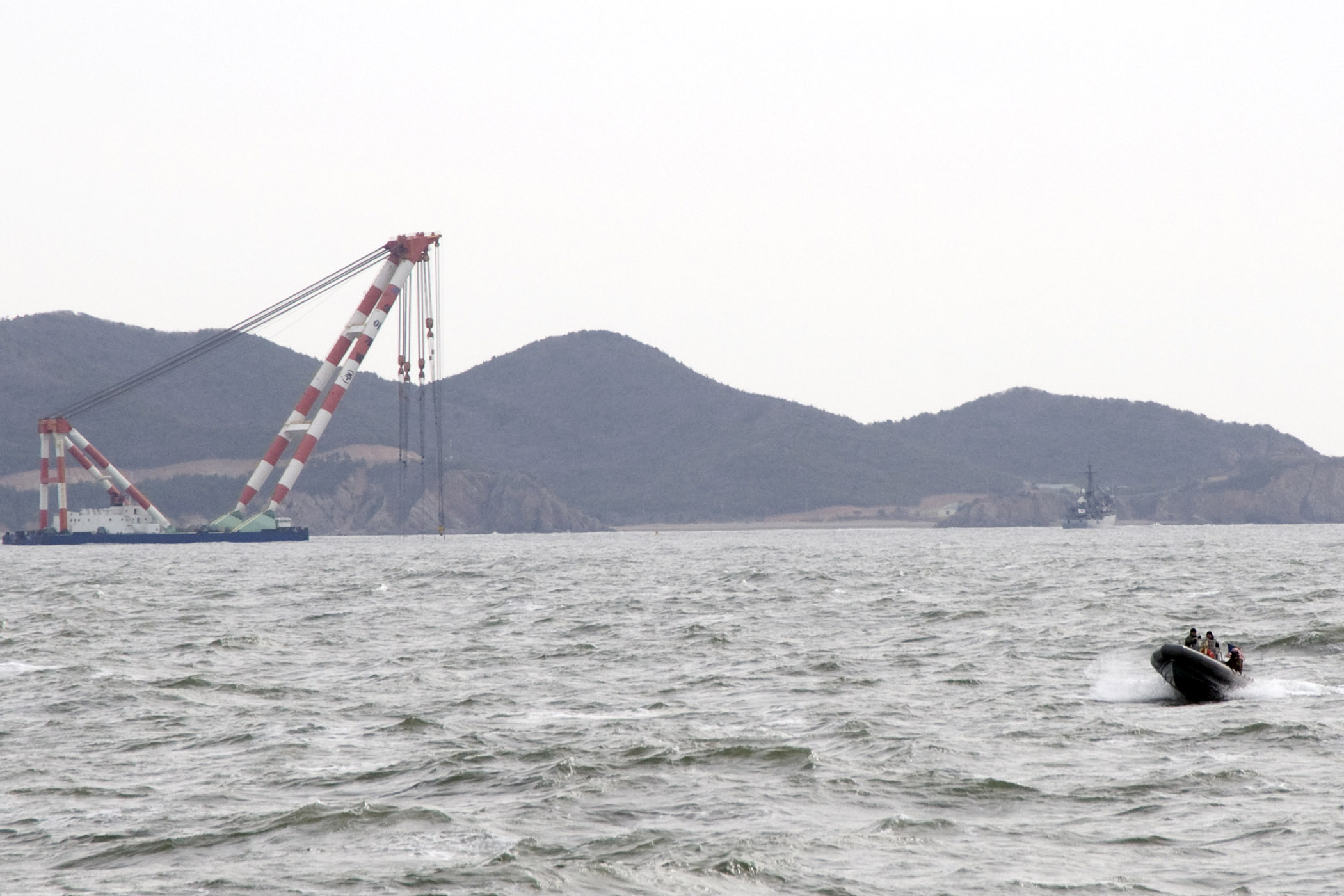
Fasi del recupero

Sotto gli ordini diretti del presidente sudcoreano Lee Myung-bak, la marina sudcoreana ha tentato innanzitutto di salvare i sopravvissuti che fossero rimasti intrappolati nello scafo. Sommozzatori hanno coadiuvato il pompaggio dell'aria nello scafo ed uno di essi è morto nel tentativo. Un'altra imbarcazione con 9 membri di equipaggio è risultata dispersa durante le ricerche e si presume che abbia avuto una collisione con una nave battente bandiera cambogiana. In seguito alle richieste dei familiari, le ricerche sono state sospese.
Il relitto è stato in seguito recuperato da una speciale gru posta su un pontone di grosso tonnellaggio, ed è stato attentamente studiato.

## L'inchiesta

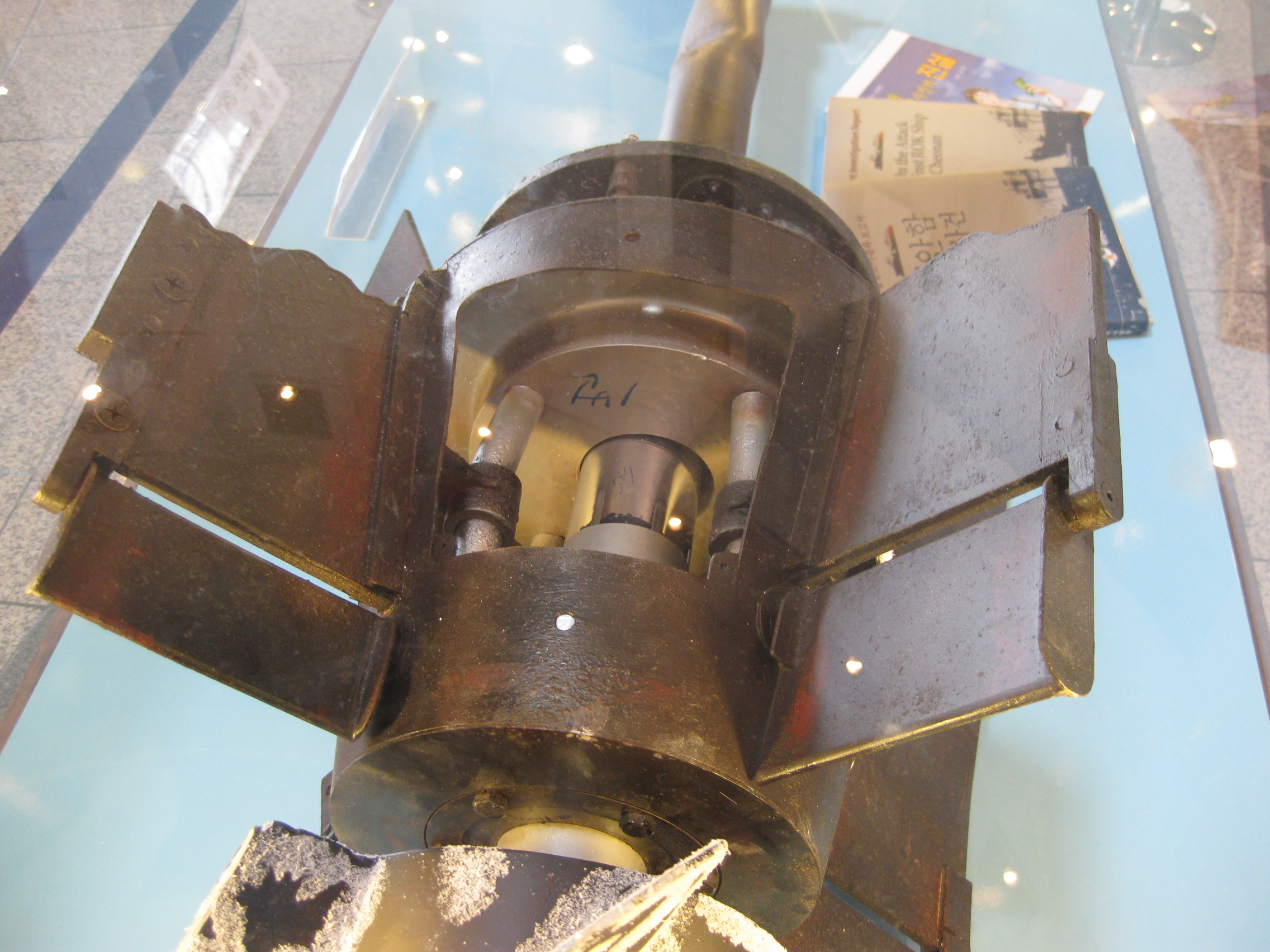
Sezione propulsiva di un siluro CHT-02D con impressa la marcatura in caratteri hangŭl: 1번

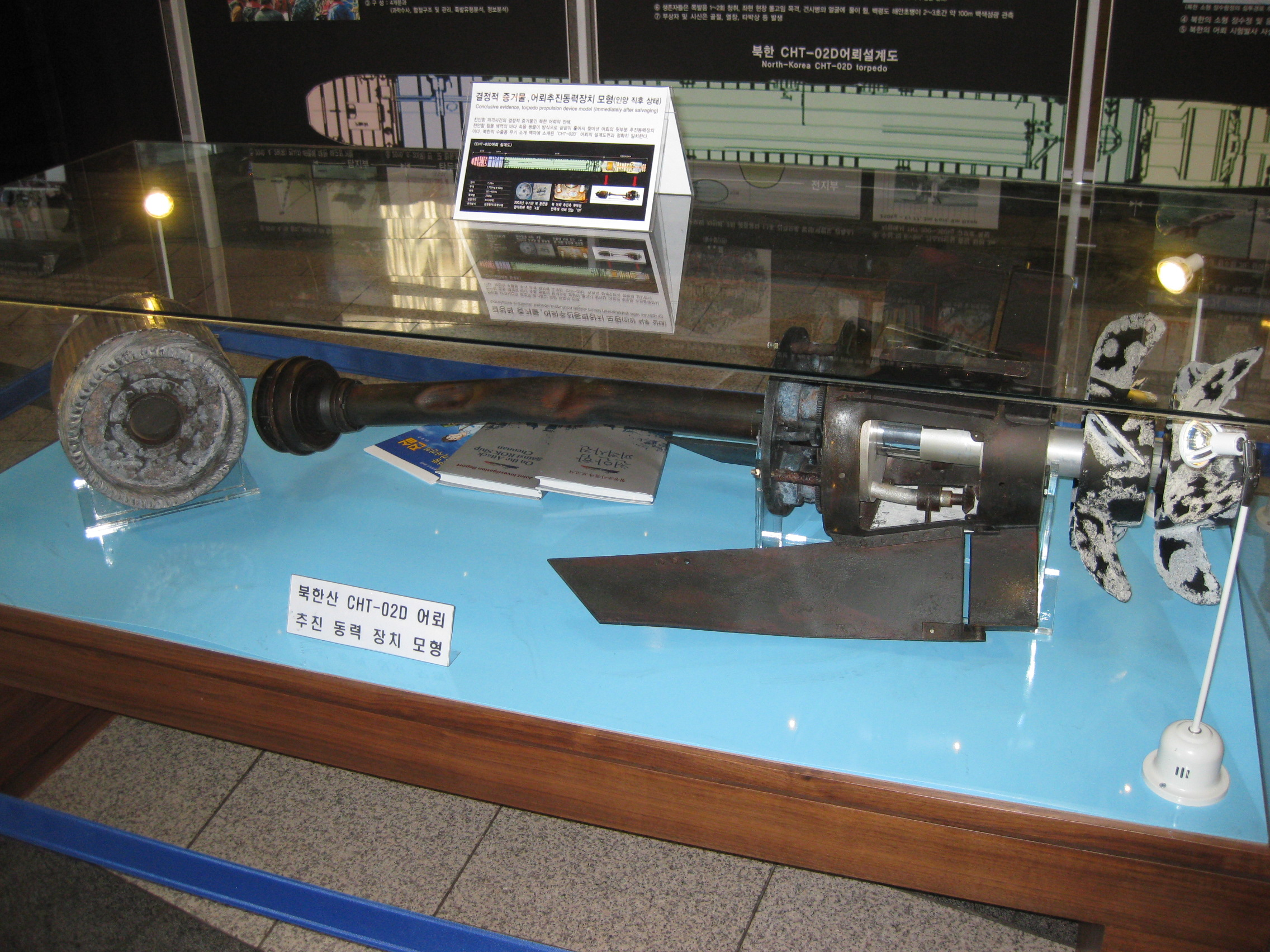
Resti del siluro di fabbricazione nordcoreana, tipo CHT-02D esposti presso il Museo commemorativo della guerra di Corea

Stando alle indagini compiute da una commissione mista sudcoreana e statunitense, la nave è stata colpita dall'onda d'urto generata da un siluro esploso in prossimità della stessa. La bolla generata dall'esplosione ha piegato lo scafo verso l'alto, flettendo di 68 cm, nel troncone di prora, anche le lamiere della tolda e, allo stesso modo, di 1,48 m quelle del troncone di poppa, aprendo una falla tra l'ordinata 72 e l'ordinata 85; l'implosione della stessa bolla ha poi risucchiato lo scafo verso il basso fratturandolo completamente. Le simulazioni hanno dato come risultato la stima dell'esplosione di 250 kg di esplosivo ad alto potenziale a circa 6-9 m di profondità, 3 m a sinistra della linea di chiglia della nave.
Con l'azione combinata di due battelli ed una rete speciale sono stati anche recuperati dei detriti, alcuni dei quali si sono rivelati pezzi di coda di un siluro, ed in particolare due eliche controrotanti.
Secondo il quotidiano Chosun Ilbo, gli inquirenti sudcoreani hanno riferito ai loro giornalisti di essere convinti che uno o due sommergibili nordcoreani, uno della classe Yono e un altro della classe Sang-o, siano salpati dalla loro base di Capo Pipagot il 23 marzo 2010, scortati da una nave di supporto. Uno dei sommergibili, stando alle rivelazioni, accostò facendo rotta per il lato occidentale dell'isola di Paengnyong, arrivando in zona il 25 marzo 2010. Là avrebbe atteso il passaggio della Cheonan a circa 30 metri di profondità sotto la superficie dell'oceano, dove le acque sono profonde al massimo 40/50 metri, lanciando il siluro da 1,6 miglia nautiche (3 km) di distanza. L'attacco è apparso essere stato pianificato per essere effettuato nel cosiddetto "periodo di stanca" ovvero, quello in cui la forza delle correnti di marea in zona era bassa. Il battello nordcoreano ha fatto ritorno alla base il 28 marzo 2010. Tali dettagliate informazioni circa movimenti e posizione di attacco del sommergibile nordcoreano, non appaiono sul resoconto del rapporto finale.

## Ulteriori sviluppi
Un membro dell'esecutivo nordcoreano che ha defezionato verso la Corea del Sud nel 2011, ha affermato, il 7 dicembre 2012, che l'equipaggio che ha affondato la Cheonan, è stato premiato dal governo e dalle Forze armate nordcoreane. Il transfuga, noto con l'alias di "Ahn Cheol-nam", ha dichiarato che comandante, comandante in seconda, direttore di macchina e nostromo del minisommergibile, sono stati insigniti del titolo e dell'onorificenza di "eroi della RPDC" nell'ottobre 2010.